# Gornji Dobrić
Gornji Dobrić (em cirílico: Горњи Добрић) é uma vila da Sérvia localizada no município de Loznica, pertencente ao distrito de Mačva, na região de Podrinje Jadar. A sua população era de 627 habitantes segundo o censo de 2011.

## Demografia
| 1948  | 1953  | 1961 | 1971 | 1981 | 1991 | 2002 | 2011 |
| ----- | ----- | ---- | ---- | ---- | ---- | ---- | ---- |
| 1 004 | 1 044 | 952  | 896  | 884  | 786  | 728  | 627  |